# 柯伊伯撞击坑 (火星)

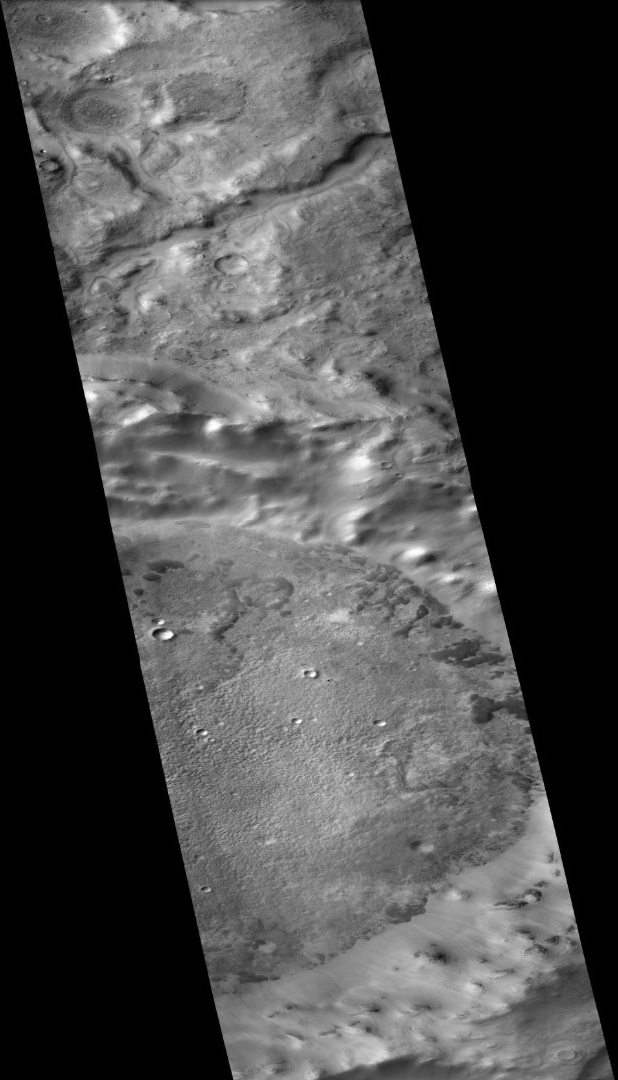
火星勘测轨道飞行器背景摄影机拍摄的柯伊伯撞击坑

柯伊伯撞击坑（Kuiper）是位于火星法厄同区的一座陨石坑，坐标为南纬57.4°、西经157.3°。直径87公里，1976年国际天文联合会决定，以美国荷兰裔天文学家杰拉德·彼得·柯伊伯（1905年—1973年）为其命名。

## 另请参阅
- 1776 柯伊伯
- 火星气候
- 火星地质
- 柯伊伯带
- 柯伊伯陨石坑
- 柯伊伯撞击坑 (水星)
- 火星撞击坑